# Epistathmus crassicornis
Epistathmus crassicornis là một loài tò vò trong họ Ichneumonidae.